# Friends (Marshmello & Anne-Marie)
Friends is een nummer van de Amerikaanse dj Marshmello en de Britse zangeres Anne-Marie uit 2018. Het zal verschijnen op Anne-Marie's aankomende debuutalbum Speak Your Mind als vijfde single.
Het nummer gaat over een meisje dat bevriend is met een jongen die graag iets meer wil dan dat. Het meisje wordt er gek van en wil de jongen duidelijk maken dat ze slechts vrienden zijn en meer niet. Dit is iets wat Anne-Marie ook in haar persoonlijk leven heeft meegemaakt. Friends werd een wereldwijde hit. Hoewel het in de Amerikaanse Billboard Hot 100 slechts een bescheiden 25e positie behaalde, werd het in de Nederlandse Top 40 een nummer 1-hit. In de Vlaamse Ultratop 50 haalde het nummer de 3e positie.